# Макадамия
Макада́мия (от англ. Macadamia) — род растений семейства Протейные. Торговое наименование плодов культивируемых видов — «орех макадамия».

## История
Растение описано австралийским ботаником Фердинандом фон Мюллером, названо в честь его друга — химика Джона Макадама.
Долгое время орех называли по-разному: различным племенам австралийских аборигенов он был известен как «муллимбимби», «бумера», «киндал-киндал». Лишь после 1930 года, когда в Австралии была создана Ассоциация любителей макадамии, повсеместно укрепилось единое название, данное фон Мюллером.

## Условия произрастания
Макадамия растет на богатой, хорошо дренированной почве с нейтральным значением pH. Она довольно устойчива к природным явлениям и может расти на высотах до 750 метров над уровнем моря, выдерживая довольно низкую для этого географического пояса температуру до +3 ºС.

## Морфология

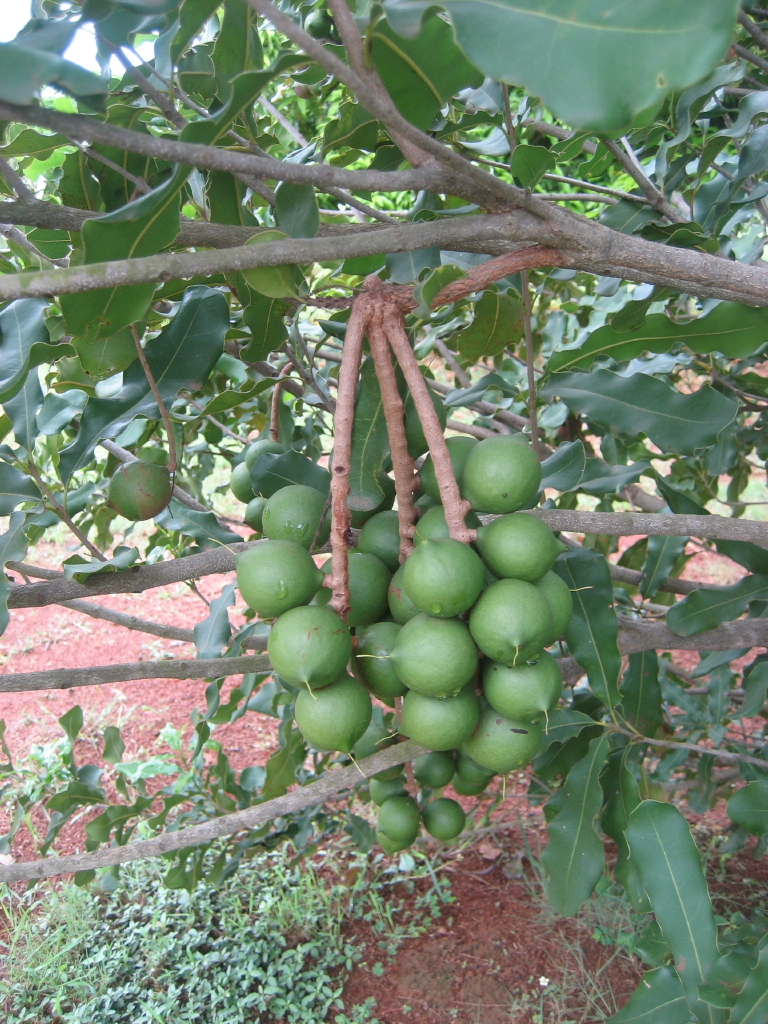
Макадамия

Вечнозеленые, быстрорастущие, тропические кустарники или деревья, достигающие 10-15 метров в высоту (M. integrifolia).
Листья гладкие, кожистые, вытянутые или обратно-яйцевидные, собраны в мутовки по 4-5.
Цветки обоеполые, мелкие, беловато-кремовые или розоватые, распускаются на пазушном или верхушечном поникающем соцветии до 30 см, напоминающем колос или початок, имеют приятный сладковатый аромат.
Плод — костянка, с 1-2 семенами внутри. Орехи растения шарообразной формы, обычно 1,5-2 см в диаметре, покрыты кожистой двустворчатой оболочкой зеленовато-коричневого цвета, твёрдые, с плохо отделяемым от скорлупы ядром. Обычно орехи созревают c марта по сентябрь, иногда плодоношение происходит круглый год. Плодоношение начинается на 7—10 году жизни.

## Культивирование

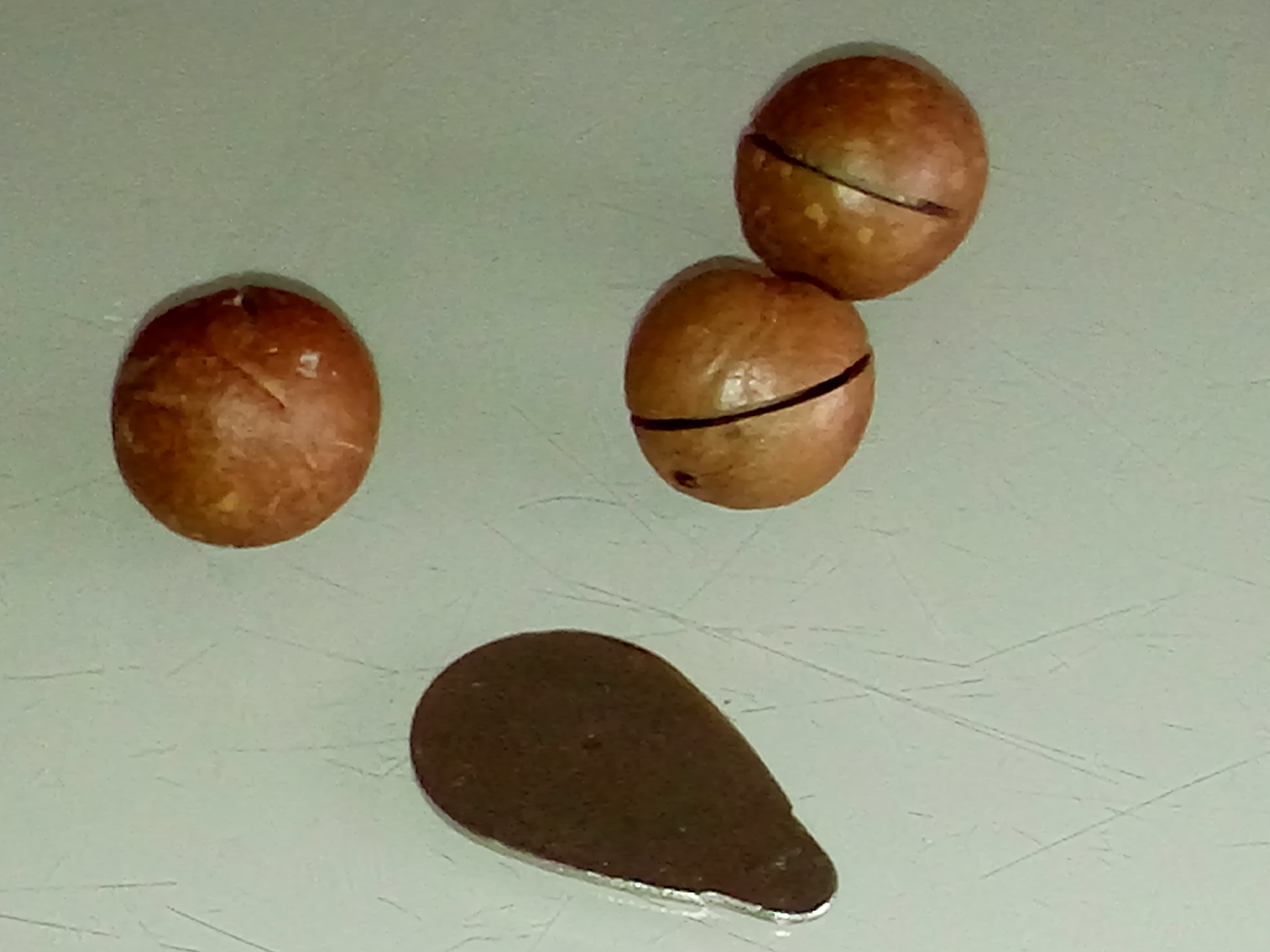
Надпилы на скорлупе и ключ для раскрывания орехов, принятый в Азии.

Первые европейцы, осваивавшие земли Австралии, оценили качества макадамии, в результате она стала использоваться как валюта при торговле с местными племенами.
В начале 1960-х ореховая индустрия в Австралии получила наивысшее развитие. Этому предшествовали многолетние исследования в области выращивания деревьев в питомниках, селекции, сбора и хранения орехов макадамии. Когда в 1970 году на юго-востоке штата Квинсленд были высажены восемьдесят тысяч орешников, многие австралийцы стали вкладывать деньги в растущую отрасль.
Для лущения орехов используют механические вальцы с чуть меньшим, чем размер ореха, просветом, который, пропуская орехи, раскалывает скорлупу, а сердцевина при этом не повреждается.
Основная проблема при культивировании макадамии — океанские ветры ураганной силы, которые наносят вред плантациям.
В тропических странах макадамию выгодно выращивать из-за высокой стоимости орехов.

## Производство
Два вида (M. integrifolia и M. tetraphylla) культивируются в Австралии, Калифорнии, Бразилии, Южной Африке, на Гавайях. Гавайские плантации в 1999 году занимали площадь 81,75 км².
Южная Африка является лидером в производстве ореха макадамия. В 2015 году ЮАР произвела 48 000 тонн по сравнению с 40 000 тоннами Австралии и общим мировым производством 160 000 тонн. Макадамию также коммерчески выращивают в Бразилии, США (Калифорния и Гавайи), Доминиканской Республике, Коста-Рике, Израиле, Кении, Китае, Боливии, Новой Зеландии, Колумбии, Гватемале и Малави.

## Применения
Ядра макадамии продаются в поджаренном виде, а также покрытыми слоем карамели и шоколада. Дроблёные или тёртые орехи добавляют в салаты, к мясу и к морепродуктам, а также в печенье, торты, мороженое и йогурты. Масло из макадамии используется для заправки готовых блюд, а также в производстве косметических средств для ухода за телом и высококачественного мыла.

## Пищевая ценность

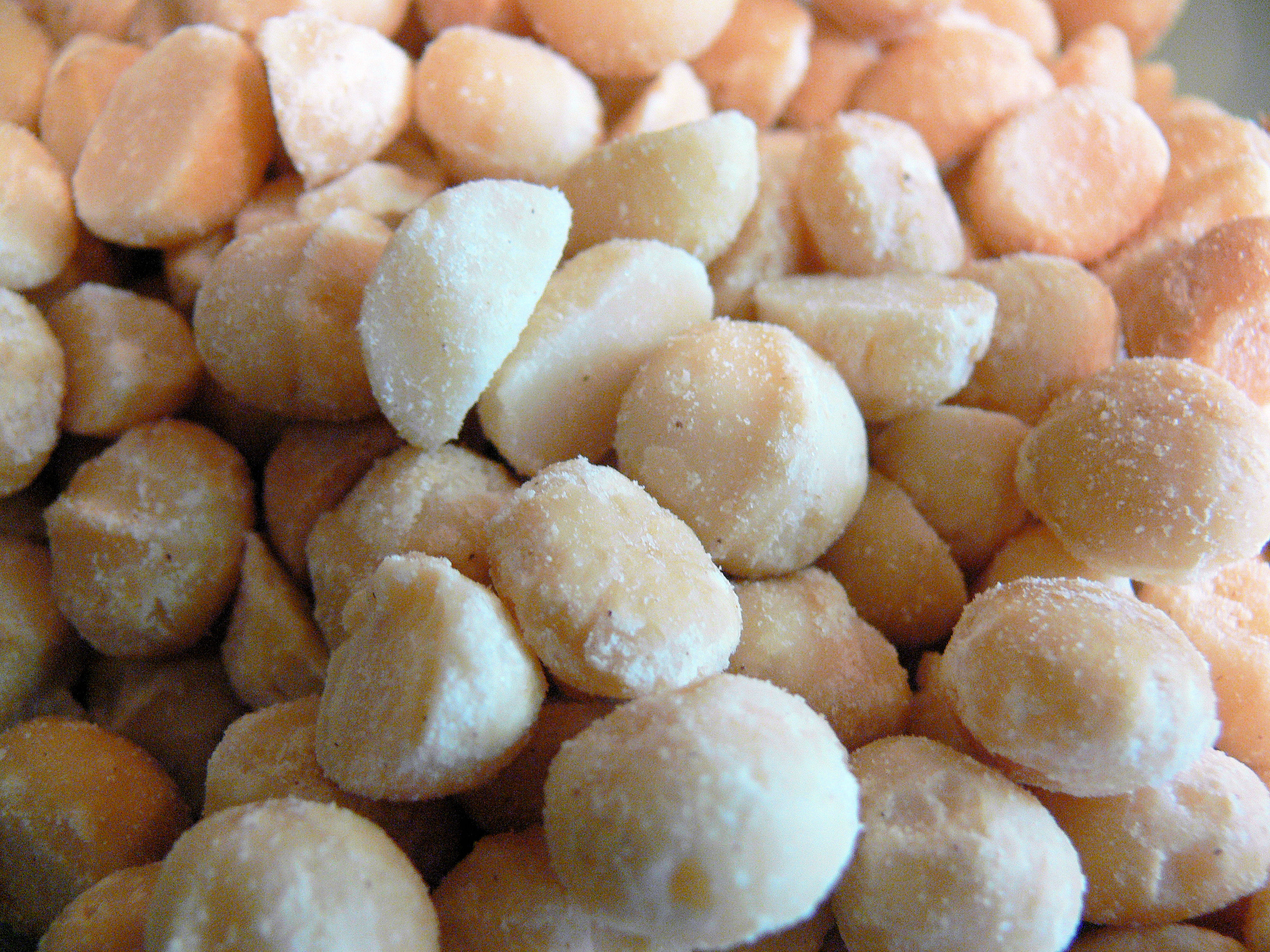
Жареные ядра орехов.

Масло плодов макадамии богато жирами стеариновой (до 60 %) и пальмитиновой (21 %) кислот, а также содержит другие насыщенные и ненасыщенные жирные кислоты (альфа-линоленовую, лауриновую, миристиновую) и особо ценные для организма мононенасыщенные жирные кислоты (олеиновую, пальмитолеиновую, эйкозеновые). В орехах содержится клетчатка, белки (около 20 % массы), сахара, витамины группы В (В1, В2 и В5), Е, РР и минералы (калий, фосфор, магний, кальций и микроэлементы медь, цинк, селен. Эфирные масла придают орехам макадамии приятный аромат. Насыщенность орехов жирами и углеводами обусловливает их высокую калорийность: в 100 граммах орехов содержится 718 килокалорий.
Орехи макадамии токсичны для собак.

## Виды
По информации базы данных The Plant List, род включает пять видов.
Согласно новейшим данным IPNI, род включает четыре вида, тогда как два вида из The Plant List отнесены к новому роду Виротия (Virotia):
- Macadamia integrifolia Maiden & Betche — Макадамия цельнолистная, или Австралийский орех[13]
- Macadamia jansenii C.L.Gross & P.H.Weston[14]
- Macadamia ternifolia F.Muell. — Макадамия трёхлистная[15]
- Macadamia tetraphylla L.A.S.Johnson — Макадамия четырёхлистная[16]
- Virotia francii (Guillaumin]]) P.H.Weston & A.R.Mast = {{bt-latrus|Macadamia francii|aut=([[Guillaumin) Sleumer|}}[17]
- Virotia neurophylla (Guillaumin) P.H.Weston & A.R.Mast = Macadamia neurophylla (Guillaumin) Virot[18]

## Галерея

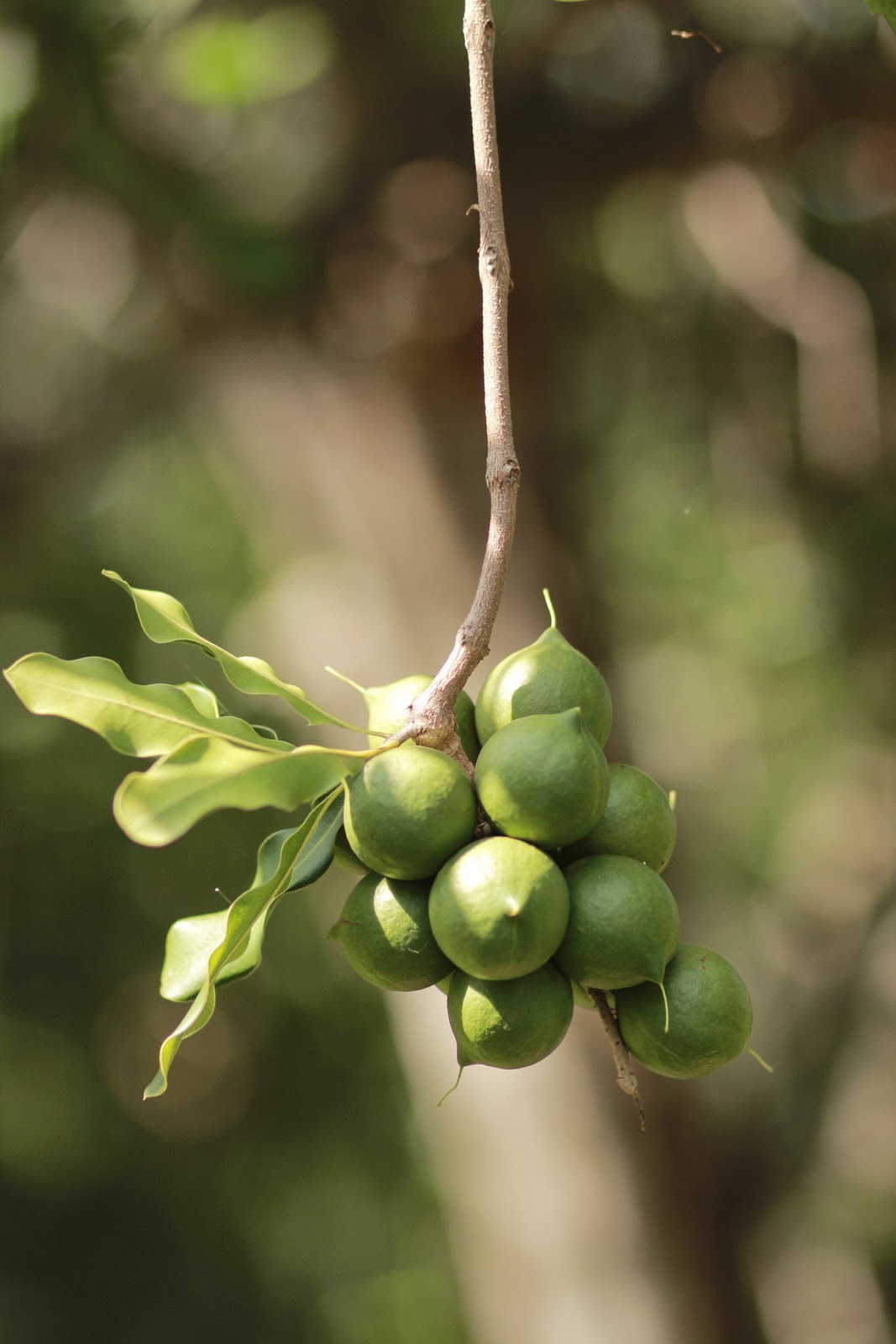
Орехи макадамия
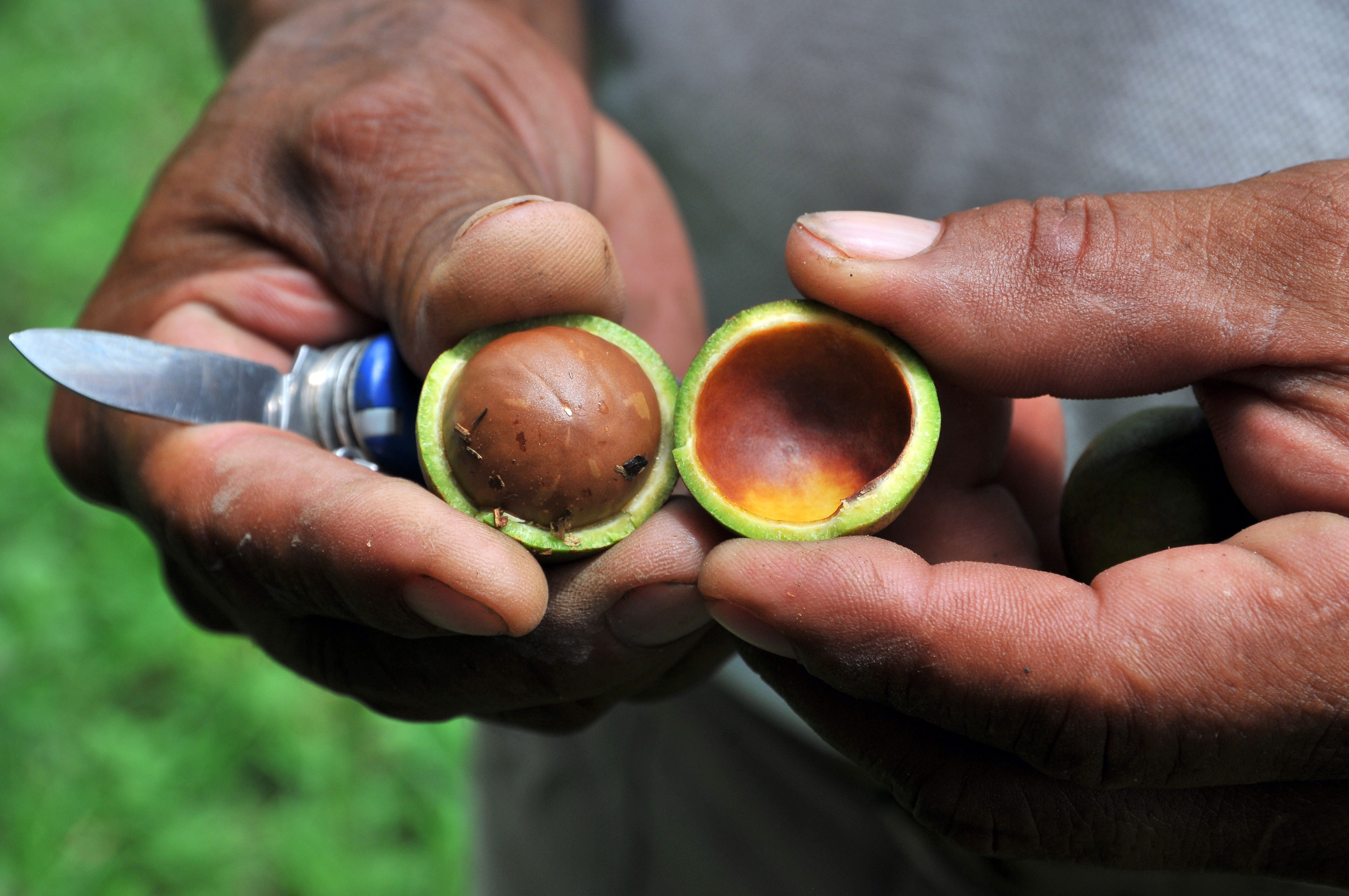
Свежий орех макадамия с шелухой или разрезанным пополам околоплодником
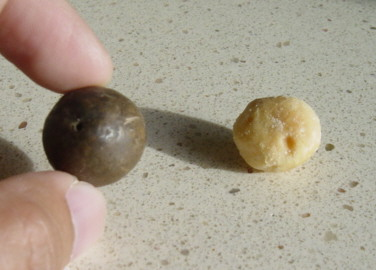
Орех макадамия в скорлупе и жареный орех
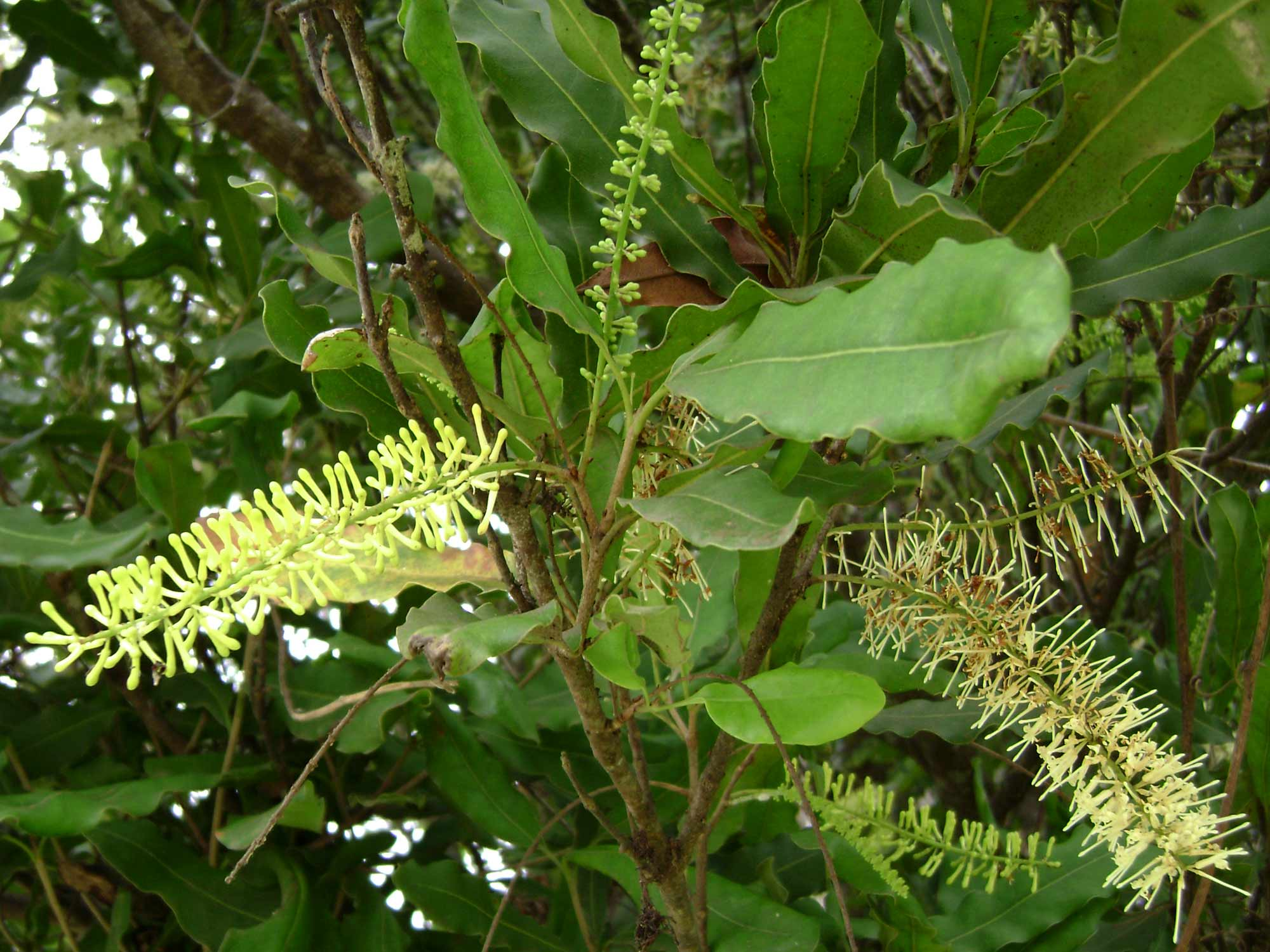
Цветки Макадамии интегрифолия[англ.]
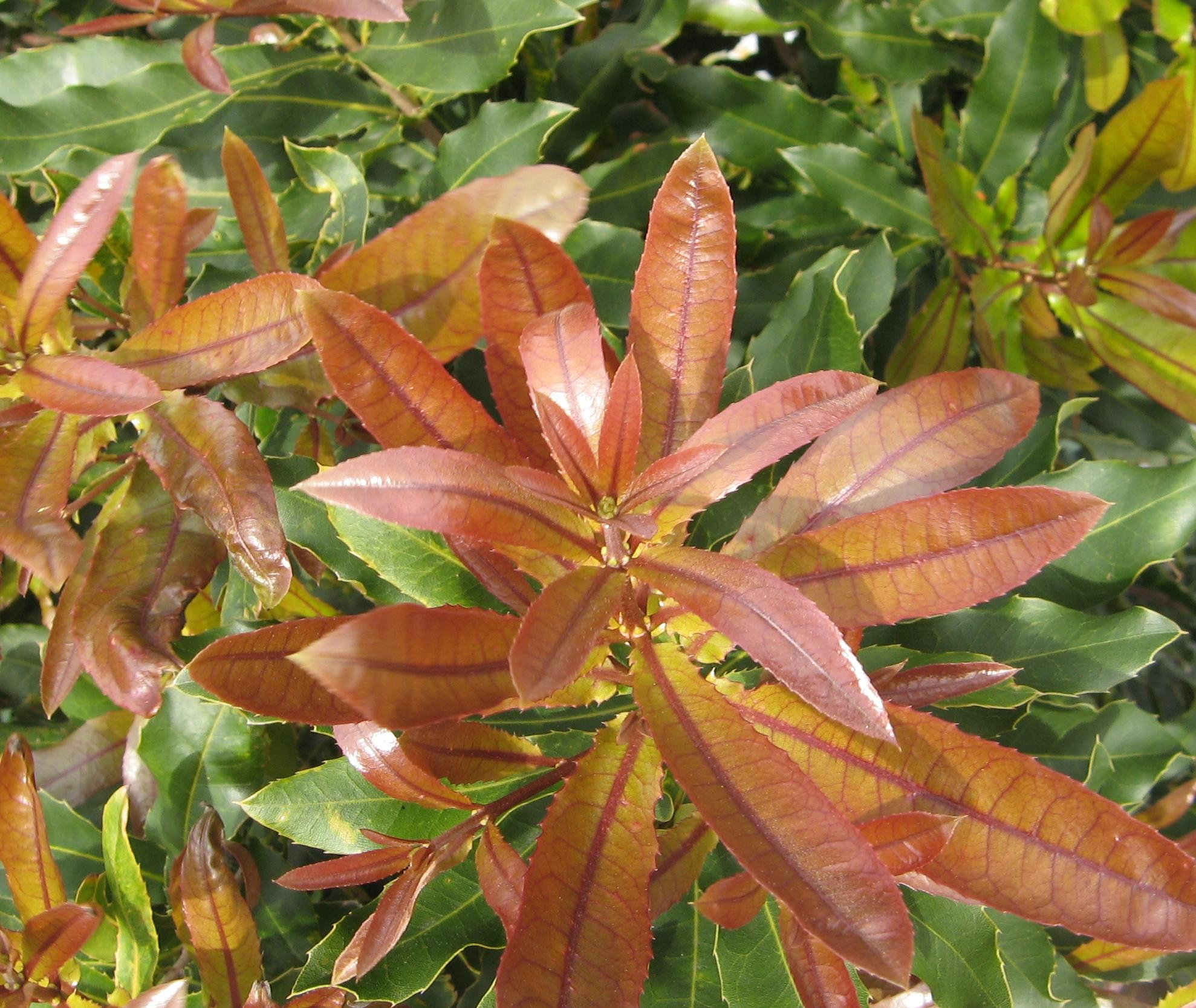
Свежий прирост макадамии сорта «Бомонт»
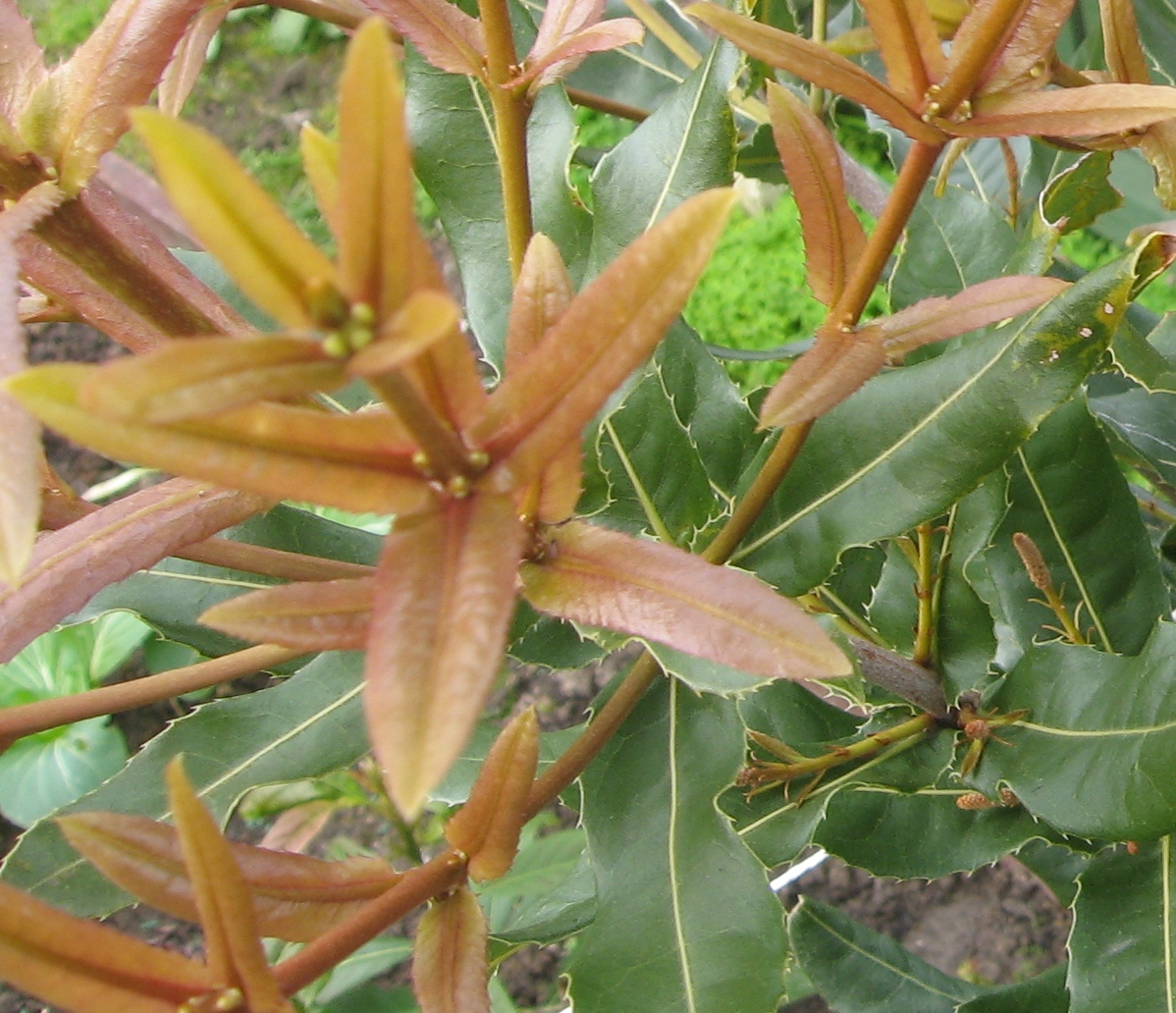
Свежий прирост макадамии сорта «Маручи»